# Madeleine Frey
Madeleine Frey (* 1984 in Schweinfurt) ist eine deutsche Kunsthistorikerin und Museumsleiterin.

## Leben
Madeleine Frey studierte von 2004 bis 2012 an den Universitäten Basel, Cambridge, Lugano und Freiburg im Breisgau die Fächer Volkswirtschaftslehre und Kunstgeschichte und war Stipendiatin der Studienstiftung des Deutschen Volkes. Nach Stationen bei der Erzdiözese Freiburg, dem Buchstabenmuseum Berlin und dem Auktionshaus Christie’s, wirkte Frey von 2015 bis 2016 in der Kunststiftung Baden-Württemberg als Kulturmanagerin und Kuratorin. Sie war im Rahmen dessen unter anderem Kuratorin der Gruppenausstellung „Light on“ und der Einzelausstellung „Zu Groß für mein Zimmer“ von Benjamin Appel. Im Anschluss war Frey von 2015 bis 2016 als Projektmanagerin für die Entwicklung von Fundraising, Sponsoringstrategien und die Betreuung der Fördergesellschaft im Landesmuseum Württemberg zuständig. 2016 übernahm sie die Leitung der Galerie Stadt Sindelfingen, dem städtischen Museum für zeitgenössische Kunst.
Zu ihren Forschungsschwerpunkten gehören die ökonomischen und soziologischen Parameter des Kunstbetriebs, die Auseinandersetzung mit feministischen Diskursen, die kritische Aufarbeitung patriarchalischer Machtstrukturen und Rollenbilder. Sie kuratierte Ausstellungen unter anderem mit Kate Cooper, Ana Navas, Leni Hoffmann, Roman Signer, Capucine Vandebrouck und Peter Zimmermann. Mit der Gruppenausstellung „Aktion&Malerei“ (2017), Martin Pfeifles „terr!“ im Sindelfinger Freibad (2018) und „#Material4.0“ (2018) brachte sie die Kunst in neue Umgebungen, gewann so neue Perspektiven und macht ortsbezogene Neuproduktionen möglich. Als künstlerische Leitung der Ausstellung „Beyond the Pain“ (Oktober 2020 bis Mai 2021) setzt sie wie bereits bei der Gruppenausstellung „#Material 4.0“ (2018) verstärkt auf Positionen, die zeitbasierte Medien nutzen, um die Vergänglichkeit von Schmerzempfindungen auch medial zu reflektieren. In der Ausstellung „Beyond the Pain“, die von der Kulturstiftung des Bundes und der Baden-Württemberg Stiftung gefördert wird, sind unter anderem Arbeiten von Forensic Architecture, Marianna Simnett, Maya Watanabe und Damien Hirst zu sehen.
Zum 1. Oktober 2022 übernahm sie die Leitung des Max Ernst Museum Brühl des LVR.

## Ausstellungen (Auswahl)
- 2020: Beyond the Pain, Galerie Stadt Sindelfingen
- 2020: Out of the Dark – 30 Jahre Sammlung Lütze in der Galerie Stadt Sindelfingen, Galerie Stadt Sindelfingen
- 2020: Inge Mahn, Galerie Stadt Sindelfingen.
- 2019: On the Quiet, Galerie Stadt Sindelfingen
- 2019: Utopien in der Stadtgesellschaft – Identität und Geschichte, Galerie Stadt Sindelfingen
- 2019: Peter Zimmermann – paint it, Galerie Stadt Sindelfingen
- 2019: Anna Schütten – Go, Galerie Stadt Sindelfingen
- 2018: #Material 4.0, Galerie Stadt Sindelfingen
- 2018: Martin Pfeifle terr!, Freibad Sindelfingen
- 2018: Martin Pfeifle, ZOK, Galerie Stadt Sindelfingen
- 2018: Dave Bopp – Black Box, Galerie Stadt Sindelfingen
- 2017: Aktion&Malerei, Galerie Stadt Sindelfingen
- 2017: Ana Navas, Galerie Stadt Sindelfingen
- 2017: Capucine Vandebrouck, Galerie Stadt Sindelfingen
- 2017: Benjamin Appel: Galerie Stadt Sindelfingen
- 2015: Light on, Studio 1 der Kunststiftung Baden-Württemberg
- 2014: Zuspiel, Kunststiftung Baden-Württemberg und Galerie Valentien Stuttgart

## Publikationen (Auswahl)
- Peter Zimmermann: paint it, Sindelfingen, 2019, ISBN 978-3-928222-56-3
- MATERIAL 4.0, Sindelfingen, 2019, ISBN 978-3-89790-559-7
- Aktion & Malerei, Sindelfingen, 2018, ISBN 978-3-928222-55-6
- Benjamin Appel: Den Keller mit Beton füllen, Verlag aga press, Baden-Baden, 2017, ISBN 3-928222-54-6
- Ana Navas: I had to think of you / Ich musste an dich denken, Sindelfingen, 2017, ISBN 978-3-943514-92-6
- Das Prinzip der Einfachheit, in: Hufschmidt, Isabel: Martin Pfeifle, ISBN 2-910036-79-0
- Madeleine Frey im Gespräch mit Jens Stickel, in: Jens Stickel, Wand gegen Sonne, Karlsruhe,  2018, ISBN 978-2-910036-79-9